# 长裂胡颓子
长裂胡颓子（学名：Elaeagnus longiloba）为胡颓子科胡颓子属下的一个种。

## 扩展阅读
- 維基物種上的相關：长裂胡颓子